# Fausta inusta
Fausta inusta là một loài ruồi trong họ Tachinidae.